# 2923 Schuyler
A 2923 Schuyler (ideiglenes jelöléssel 1977 DA) a Naprendszer kisbolygóövében található aszteroida. A Harvard Obszervatórium csillagászai fedezték fel 1977. február 22-én.